# Jan Prostko-Prostyński
Jan Teofil Prostko-Prostyński (ur. 1958) – polski historyk, badacz dziejów Bizancjum, profesor nauk humanistycznych, nauczyciel akademicki Uniwersytetu im. Adama Mickiewicza w Poznaniu.

## Życiorys
Absolwent I Liceum Ogólnokształcącego im. Grzegorza Piramowicza w Augustowie oraz historii na Wydziale Historycznym Uniwersytetu im. Adama Mickiewicza w Poznaniu (1981). W 1991 roku otrzymał stopień doktorski na podstawie rozprawy pt. Gocka polityka Bizancjum za Anastazjusza I (491-518), promotorem pracy był prof. Włodzimierz Pająkowski. Habilitował się w 2008 roku na podstawie oceny dorobku naukowego i rozprawy pt. Iudicium quinquevirale. Sąd senatorski w Rzymie i Konstantynopolu od Gracjana do Justyniana. Pracownik Zakładu Źródłoznawstwa i Nauk Pomocniczych Historii Instytutu Historii Uniwersytetu im. Adama Mickiewicza w Poznaniu. Zajmuje się historią późnego Cesarstwa Rzymskiego, historią Bizancjum, dziejami wczesnośredniowiecznej Italii i historią ludów barbarzyńskich w antyku i wczesnym średniowieczu.
Jest członkiem Akademickiego Klubu Obywatelskiego im. Lecha Kaczyńskiego w Poznaniu.
26 stycznia 2016 prezydent Andrzej Duda wręczył mu nominację profesorską.
Wszedł w skład komitetu wspierającego kandydaturę Karola Nawrockiego na prezydenta RP w wyborach w 2025.

## Wybrane publikacje

### Książki
- Utraeque res publicae. The Emperor Anastasius I’s Gothic Policy, Poznań: IH UAM 1994 (wyd. 2 - 1996).
- (redakcja) Słownik cesarzy rzymskich, Poznań: Wydawnictwo Poznańskie 2001.
- Historia starożytności. Podręcznik dla szkoły średniej, Warszawa: "Graf-Punkt" 2000.
- Iudicium Quinquevirale, Poznań: Wydawnictwo Reprint H. Kaczmarek 2008.
- Roma-solium imperii: elekcja, koronacja i uznanie cesarza w Rzymie, Poznań: Wydawnictwo Contact 2014.

### Artykuły
- Gli scamari. Considerazioni sulla loro identità, "Bullettino dell’Istituto Storico Italiano per il Medio Evo e Archivio Muratoriano", 99 (1993), s. 279-300.
- Zum Datum der Einrichtung der afrikanischen Praetorianerpraefektur durch Kaiser Iustinian I, "Byzantinische Zeitschrift" 91 (1998), s. 423-434.
- Basiliskos: Ein in Rom anerkannter Usurpator, "Zeitschrift fuer Papyrologie und Epigraphik" 133 (2000), s. 259-265
- Zur Chronologie der Buecher VI un VII der Variae von Cassiodor, "Historia. Zeitschrift fuer Alte Geschichte", LIII/4 (2004), s. 503-508.
- Novae in Times of Theodoric the Amal [w:] Tomasz Derda, Piotr Dyczek, Jerzy Kolendo (eds), Novae. Legionary Fortress and Late Antique Town. A Companion to the Study of Novae, Warsaw 2008, s. 141-157
- In dubiis abstine. Notunculae Ablabianae, "U schyłku starożytności. Studia Źródłoznawcze" 11 (2012), s. 127-136